# Bruno H. Zimm
Bruno Hasbrouck Zimm (* 31. Oktober 1920 in Kingston (New York); † 26. November 2005 in La Jolla)  war ein US-amerikanischer Chemiker, der sich mit Physikalischer Chemie von Polymeren und Proteinen und DNA befasste.

## Leben
Zimm studierte an der Columbia University mit dem Bachelor-Abschluss 1941, dem Master-Abschluss 1943 und der Promotion 1944 bei Joseph E. Mayer. Danach war er Instructor am Polytechnic Institute of Brooklyn bei Hermann F. Mark und ab 1946 an der University of California, Berkeley, wo er sich mit Lichtstreuung befasste und den Zimm-Plot einführte. In Berkeley war er Assistant Professor und 1950 bis 1952 Associate Professor. 1951 bis 1960 war er an den Forschungslaboratorien von General Electric in Schenectady. Ab 1960 hatte er eine volle Professur an der University of California, San Diego. 1991 emeritierte er.
1950/51 war er Gastprofessor an der Harvard University und 1960 an der Yale University. Zuletzt war er wissenschaftlicher Berater der Wyatt Technology Corporation.

## Werk
Zimm arbeitete sowohl experimentell als auch theoretisch. Von seiner Ausbildung bei Mayer her hatte er einen Schwerpunkt in statistischer Mechanik. In seiner Zeit bei Herman Mark am Polytechnic Institute in Brooklyn entwickelt er den Zimm-Plot, der es ermöglicht, mit Lichtstreuung gleichzeitig molare Masse und Form (über den zweiten Virialkoeffizienten und den Gyrationsradius) von Polymeren zu bestimmen. In seiner Veröffentlichung 1948 gab er auch gleich die Konstruktionsprinzipien (samt elektronischen Schaltplänen) eines neuen Photometers an. Sein Interesse für Lichtstreuung war im Zweiten Weltkrieg entstanden, als er an einem mit den militärischen Fragen zusammenhängenden Projekt über Lichtstreuung an Rauch arbeitete, wobei er die Einstein-Smoluchowski-Theorie anwandte. Nachdem sie hörten, dass Peter Debye in einer noch unveröffentlichten Arbeit Molmassen von Polymeren mit Lichtstreuung bestimmte, wandten Zimm und sein Kollege Paul M. Doty (ebenfalls Doktorand von Mayer) dies auf Polymere an.
Das Zimm-Modell (siehe Rouse-Modell) für die Dynamik von Polymeren wurde von ihm 1956 eingeführt. Das Zimm-Bragg-Modell wurde von Zimm und J. K. Bragg 1959 veröffentlicht und beschreibt in der statistischen Mechanik den Übergang eines Proteins in eine Helix-Struktur. Es entspricht einem eindimensionalen Ising-Modell. 1960 entwickelte er eine Theorie des Schmelzens von DNA-Helices.
Ab etwa 1960 befasste er sich mit Physikalischer Chemie von DNA. Um die Länge von DNA-Molekülen zu messen, entwickelte er in den 1960er Jahren ein Viskosimeter mit rotierenden Zylindern. Damit konnte er die korrekten Längenwerte zunächst bei der DNA von Phagen, dann von E. coli und schließlich von Chromosomen von Drosophila bestimmen. Er untersuchte auch die Diffusion von DNA bei Gel-Elektrophorese und Wechselwirkung der DNA mit dem Ionen-Hintergrund in Lösung.

## Ehrungen und Mitgliedschaften
- 1957 Leo Hendrik Baekeland Award der ACS
- 1960 Bingham Medal
- 1963 High Polymer Physics Prize der American Physical Society
- 1969 wurde Zimm in die American Academy of Arts and Sciences gewählt.[14]
- 1981 NAS Award in Chemical Sciences
- 1982 Kirkwood Medal der Yale University

Er war Mitglied der National Academy of Sciences und der American Academy of Arts and Sciences. 1953 wurde er Fellow der American Physical Society.